# جيسيكا كوسبي
جيسيكا كوسبي (بالإنجليزية: Jessica Cosby)‏ هي منافسة ألعاب القوى أمريكية، ولدت في 31 مايو 1982 في لوس أنجلوس في الولايات المتحدة.

## وصلات خارجية
- جيسيكا كوسبي على موقع الاتحاد الدولي لألعاب القوى (الإنجليزية)
- جيسيكا كوسبي على موقع أوليمبيديا (الإنجليزية)
- جيسيكا كوسبي على موقع اللجنة الأولمبية والبارالمبية الأمريكية (الإنجليزية)